# تاج العروس من جواهر القاموس
تَاجُ ٱلْعَرُوسِ مِنْ جَوَاهِرِ ٱلْقَامُوسِ مُعْجَمٌ في العربية، للعلَّامة المُرتَضَى الزَّبِيديِّ، شرحًا لمُعْجَم «القاموس المحيط» للفِيروزاباديِّ. وقالوا في مكتبة الوراق لمَّا قدموا له إنه: «أضخم معاجم اللغة العربية، قديمِها وحديثِها، ولقد شُرع في طباعته عام 1965 م، وطبع المجلد (21) منه سنةَ 1984 م، وفي مقدِّمتهِ تعريف بما هو تحت الطبع منه، وجميعه (35) مجلداً، وحقق مصطفى حجازي ثلاثة مجلدات منه وشارك في ستة، وقد أصدرت دار إحياء التراث العربي ببيروت نشرة منه، وعلى كل مجلداته خطأ مطبعي مطرد، وهو أن الكتاب (تحقيق إبراهيم الترزي) وليس بصحيح، وإنما هو محقق الجزء العاشر منه فقط، وهناك طبعة أخرى منه بتحقيق مصطفى جواد وهي طبعة نادرة نشرتها دار الفكر في بيروت سنة 1944.»
ويقول المستشرقون: إنه آخر المد اللُّغَوي في مُعْجَمات العربية، وتوقفوا بعده فيها.
وهو مُعجَم يأخذ بآواخر الكلمات، أي يأخذ بالحرف الأخير من مصدر الكلمة، ثم الحرف الأول، ثم الثاني، وهو على ترتيب القاموس المحيط.
ويذكر الجَبَرْتِيُّ لمحة من خروج ذلك العمل الفذ إلى النور في قوله:
«وشَرَعَ في شرح «القاموس» حتى أتمه في عدة سنين، في نحو أربعةَ عَشَرَ مجلدًا، وسماه «تاج العروس»، ولما أكمله أولمَ وليمةً حافلة، جمع فيها طلاب العلم وشيوخ الوقت بغَيْط المَعَدِّيَّة، وذلك في سنة إحدى وثمانين ومِائة وألف، وأطلعهم عليه، فاغتبطوا به، وشهِدوا بفضله، وسَعَة اطِّلاعه، ورسوخه في علم اللغة، وكتبوا عليه تقاريظهم نثرًا ونظمًا، فمن قرظ عليه شيخ الكل في عصره الشيخ علي الصعيدي، والشيخ أحمدُ الدَّرْدِير، والسيد عبد الرحمن العيدروس، والشيخ محمد الأمير، والشيخ حسن الجداوي، والشيخ أحمدُ البِيَليّ، والشيخ عطيةُ الأُجهُوري، والشيخ عيسى البَرَّاويّ، والشيخ محمدٌ الزَّيَّات، والشيخ محمد عُبَادة، والشيخ محمد العوفي، والشيخ حسن الهواري، والشيخ أبو الأنوار السادات، والشيخ علي القناوي والشيخ علي خرائط والشيخ عبد القادر بن خليل المدني والشيخ محمد المكي، والسيد علي القدسي والشيخ عبد الرحمن مفتي جرجا والشيخ علي الشاوري والشيخ محمد الخربتاوي، والشيخ عبد الرحمن المقري والشيخ محمد سعيد البغدادي الشهير بالسويدي وهو آخر من قرظ عليه، وكنت إذ ذاك حاضرًا وكتبه نظمًا ارتجالًا وذلك في منتصف جُمادىٰ الثانية سنة أربعة وتسعين ومائة وألف. ولما أنشأ محمد بك أبو الذهب جامعَهُ المعروفَ به بالقرب من الأزهر، وعمِل فيه خزانة للكتب، واشترى جملة من الكتب، ووضعها بها، أنهوا إليه شرح «القاموس» هذا وعرَّفوه أنه: إذا وُضع بالخزانة، كَمُلَ نظامها، وانفردت بذلك دون غيرها، ورَغِبُوه في ذلك، فطلبه، وعوضه عنه مِائة ألف دِرهَم فضة ووضعه فيها».

## عدد جذور المعجم
الثلاثي 7597
الرباعي 4081
الخماسي 300
المجموع 11978
وهو بهذا ثاني أكبر مُعجَمات العربية.

## طبعاته
حققه المجلس الوطني للثقافة والفنون والآداب في الكويت، وطبعه في 40 مجلدة بين عامي 1965-2001م:
| رقم المجلدة | حققها                                                                 | راجعها                                                 | سنة النشر | المرجع |
| ----------- | --------------------------------------------------------------------- | ------------------------------------------------------ | --------- | ------ |
| 1           | عبد الستار أحمد فراج                                                  |                                                        | 1965      | [ 4 ]  |
| 2           | علي هلالي                                                             | عبد الستار أحمد فراج و عبد الله العلايلي               | 1966      | [ 5 ]  |
| 3           | عبد الكريم العزباوي                                                   | عبد الستار أحمد فراج و إبراهيم السامرائي               | 1967      | [ 6 ]  |
| 4           | عبد العليم الطحاوي                                                    | عبد الستار أحمد فراج و محمد بهجة الأثري                | 1968      | [ 7 ]  |
| 5           | مصطفى حجازي                                                           | عبد الستار أحمد فراج                                   | 1969      | [ 8 ]  |
| 6           | حسين نصار                                                             | عبد الستار أحمد فراج و جميل سعيد                       | 1969      | [ 9 ]  |
| 7           | عبد السلام هارون                                                      |                                                        | 1970      | [ 9 ]  |
| 8           | عبد العزيز مطر                                                        | عبد الستار أحمد فراج                                   | 1970      | [ 10 ] |
| 9           | عبد الستار أحمد فراج                                                  |                                                        | 1971      | [ 11 ] |
| 10          | إبراهيم الترزي                                                        | عبد الستار أحمد فراج                                   | 1972      | [ 12 ] |
| 11          | عبد الكريم العزباوي                                                   | عبد الستار أحمد فراج                                   | 1972      | [ 13 ] |
| 12          | مصطفى حجازي                                                           | عبد الستار أحمد فراج                                   | 1973      | [ 14 ] |
| 13          | حسين نصار                                                             | عبد الستار أحمد فراج و عبد العليم الطحاوي              | 1974      | [ 15 ] |
| 14          | عبد العليم الطحاوي                                                    | عبد الستار أحمد فراج و عبد الكريم العزباوي             | 1974      | [ 15 ] |
| 15          | إبراهيم الترزي، ‏مصطفى حجازي، ‏عبد العليم الطحاوي و عبد الكريم العزباوي | عبد الستار أحمد فراج                                   | 1975      | [ 16 ] |
| 16          | محمود محمد الطناحي                                                    | عبد الستار أحمد فراج و مصطفى حجازي                     | 1976      | [ 17 ] |
| 17          | مصطفى حجازي                                                           |                                                        | 1977      | [ 18 ] |
| 18          | عبد الكريم العزباوي                                                   | عبد الستار أحمد فراج                                   | 1979      | [ 19 ] |
| 19          | عبد العليم الطحاوي                                                    | عبد الستار أحمد فراج                                   | 1980      | [ 20 ] |
| 20          | عبد الكريم العزباوي                                                   | عبد العليم الطحاوي و عبد الستار أحمد فراج              | 1983      | [ 21 ] |
| 21          | عبد العليم الطحاوي                                                    | مصطفى حجازي                                            | 1984      | [ 22 ] |
| 22          | مصطفى حجازي                                                           |                                                        | 1985      | [ 23 ] |
| 23          | عبد الفتاح محمد الحلو                                                 | مصطفى حجازي                                            | 1986      | [ 24 ] |
| 24          | مصطفى حجازي                                                           |                                                        | 1987      | [ 25 ] |
| 25          | مصطفى حجازي                                                           |                                                        | 1989      | [ 26 ] |
| 26          | عبد الكريم العزباوي                                                   | مصطفى حجازي                                            | 1990      | [ 27 ] |
| 27          | مصطفى حجازي                                                           |                                                        | 1993      | [ 28 ] |
| 28          | محمود محمد الطناحي                                                    | عبد السلام هارون                                       | 1993      | [ 29 ] |
| 29          | عبد الفتاح محمد الحلو                                                 | خالد عبد الكريم جمعة و أحمد مختار عمر                  | 1997      | [ 30 ] |
| 30          | مصطفى حجازي                                                           | خالد عبد الكريم جمعة، ‏أحمد مختار عمر و ضاحي عبد الباقي | 1998      | [ 31 ] |
| 31          | عبد العليم الطحاوي                                                    | خالد عبد الكريم جمعة و حسين محمد شرف                   | 2000      | [ 32 ] |
| 32          | عبد الكريم العزباوي                                                   | عبد اللطيف محمد الخطيب و أحمد مختار عمر                | 2000      | [ 33 ] |
| 33          | إبراهيم الترزي                                                        | عبد اللطيف محمد الخطيب، ‏مصطفى حجازي و محمد سلامة رحمة  | 2000      | [ 34 ] |
| 34          | علي هلالي                                                             | خالد عبد الكريم جمعة، ‏عبد الحميد طلب و مصطفى حجازي     | 2001      | [ 35 ] |
| 35          | مصطفى حجازي                                                           | خالد عبد الكريم جمعة، ‏ضاحي عبد الباقي و أحمد مختار عمر | 2001      | [ 36 ] |
| 36          | عبد الكريم العزباوي                                                   | خالد عبد الكريم جمعة و ضاحي عبد الباقي                 | 2001      | [ 37 ] |
| 37          | مصطفى حجازي                                                           | محمد حماسة عبد اللطيف                                  | 2001      | [ 38 ] |
| 38          | عبد الصبور شاهين                                                      | محمد حماسة عبد اللطيف                                  | 2001      | [ 39 ] |
| 39          | عبد المجيد قطامش                                                      | خالد عبد الكريم جمعة و عبد العزيز علي سفر              | 2001      | [ 40 ] |
| 40          | ضاحي عبد الباقي                                                       | عبد اللطيف محمد الخطيب                                 | 2001      | [ 41 ] |

## ترجماته
- أوقيانوس في ترجمة شرح القاموس ترجمة تركيّة باللسان العثماني، أشار إليها صاحب معيار اللغة في مقدّمة كتابه عند بيانه للكتب التي استفاد منها، فقال: «وأوقيانوس في ترجمة شرح القاموس لمحمّد مرتضى الحسيني الهندي الزبيدي المصري بالتركيّة».[42]